# Блендово (Вомбжезький повіт)
Блендово (пол. Błędowo) — село в Польщі, у гміні Плужниця Вомбжезького повіту Куявсько-Поморського воєводства.
Населення — 468 осіб (2011).
У 1975-1998 роках село належало до Торунського воєводства.

## Демографія
Демографічна структура станом на 31 березня 2011 року:
|          | Загалом | Допрацездатний вік | Працездатний вік | Постпрацездатний вік |
| -------- | ------- | ------------------ | ---------------- | -------------------- |
| Чоловіки | 234     | 43                 | 173              | 18                   |
| Жінки    | 234     | 55                 | 138              | 41                   |
| Разом    | 468     | 98                 | 311              | 59                   |